# Шабліовський Євген Степанович
Євге́н Степа́нович Шабліо́вський (1906, Камінь-Каширський — 10 січня 1983) — український вчений-шевченкознавець, директор Інституту літератури ім. Т. Шевченка в Харкові (1933 —1935).Член-кореспондент Всеукраїнської академії наук (з 1934), лауреат Державної премії їм. Т. Шевченка (1979 р.), Ленінської премії (1964 р.).

## Життєпис
Закінчив Київський університет.
На початку тридцятих років очолював науково-дослідний Інститут Т. Г. Шевченка у м. Києві. 
У 1935 році заарештований органами НКВС у справі Об'єднаного троцькістсько-націоналістичного блоку (бойової організації) в Україні, ув'язнений і пройшов п'ятирічний шлях тортур в Соловецькому концентраційному таборі, згодом вісім років у Мончегорському та інших таборах. 
1954 року був звільнений від заслання і активно продовжував займатися науково-дослідницькою діяльністю. Про широту і глибинність його всебічного таланту говорить неспростовний факт, що він захистив дисертації на звання доктора філологічних наук, кандидата медичних наук. 
У його науковому доробку понад 700 праць, а написані ним книги видані у багатьох країнах світу.

## Праці
- «Пролетарська революція і Шевченко» (1932),
- «Т. Г. Шевченко та його іст. значення» (1933),
- «Т. Г. Шевченко, його життя та творчість» (1934),
- «Шевченко і рос. революційна демократія» (1935) — почалося офіц. фальшування творчості Т. Шевченка з означенням його як рев. демократа, послідовника рос. демократів — В. Бєлінського, М. Чернишевського та ін.

Низка його праць рос. й укр. мовами цього останнього періоду, присвячених творчості Т. Шевченка, написані в тому ж офіц. дусі:
- «Народ і слово Шевченка» (1961),
- «Т. Г. Шевченко и русские революционные демократы 1858 — 1861» (1962) та ін.

Крім того, низка праць теж в офіц. дусі про впливи рос. літератури на укр.:
- «Естетика Чернишевського і наша сучасність»,
- «Чернышевский и Украйна» (1978); про розвиток соцреалізму, впливи В. Леніна на укр. літературу тощо.

Переклади творів Шабліовського виконував А. М. Біленко.